# Kyle McPherson
Kyle Landon McPherson (né le 11 novembre 1987 à Mobile, Alabama, États-Unis) est un lanceur droitier des Ligues majeures de baseball jouant avec les Pirates de Pittsburgh.

## Carrière
Kyle McPherson joue au baseball à l'Université de Mobile lorsqu'il est drafté au 14e tour de sélection par les Pirates de Pittsburgh en 2007.
Il fait ses débuts dans le baseball majeur le 20 août 2012 avec Pittsburgh comme lanceur de relève face à San Diego.